# Van geluk gesproken
Van geluk gesproken is een Nederlandse film uit 1987 van Pieter Verhoeff, met als internationale titel Count your Blessings.
De hoofdrollen worden gespeeld door Peter Tuinman, Olga Zuiderhoek en Gerard Thoolen.
Het thema van de film is het langs elkaar heen leven van mensen in hun zoektocht naar geluk en het scenario volgt grotendeels de gelijknamige roman van Marijke Höweler uit 1982. De kritieken waren goed en de makers werden onderscheiden met drie Gouden Kalveren, maar in de bioscopen flopte de film. Er kwamen niet meer dan 12.000 bezoekers en de recette bedroeg ongeveer 48.000 euro.

## Verhaal
In een Amsterdams huis wonen verschillende bewoners, verspreid over drie verdiepingen. Op de benedenverdieping woont Wouter Kalk, vrijgezel.  De middelste verdieping wordt ingenomen door de mislukte zangeres Karin met haar twee dochters. Ze is gescheiden en woont nu samen met de werkloze, af en toe klussende metselaar Harrie. Boven hem verblijven de kinderen van de eigenaar van het huis Martijn en Martje Wilbrink. Deze studenten zijn broer en zus en afkomstig uit een welgesteld en intellectueel milieu.
Vlak voor kerstmis besluit Wouter zijn moeder uit het verzorgingshuis te halen, ze is dement en hij wil haar voortaan verzorgen. Wouter komt bij de voordeur Martje tegen. Ze is net terug van college waar ze heeft geleerd over moederliefde. Volgens haar professor is een resusaapje niet in staat moederliefde te geven wanneer het die zelf niet heeft gekregen. Net als ze naar binnen willen gaan, komt ook Karin met haar dochter aanlopen. De deur gaat open en het slecht verlichte trappenhuis wordt zichtbaar, even zijn de drie milieus van het huis met elkaar verbonden, in hun zoektocht naar een beetje geluk. In de loop van het jaar gaan de levens langzaam verder en zo nu en dan komen ze met elkaar in aanraking.
Als het jaar voorbij is en weer een kerstmis zich aandient is Martje in een crisis. Tijdens de kerstvakantie wilde ze met Martijn naar Spanje om haar vader en zijn tweede vrouw Barbara op te zoeken. Maar Martijn die had afgezien van de reis had zijn vriend Leo gevraagd met haar mee te gaan. Het blijkt dat Martje zwanger is geworden van Leo, maar die wil niets van zijn verantwoordelijkheid weten. Martje zakt steeds verder weg en lijkt haar moeder achterna te gaan, die ooit in een psychiatrische inrichting verdween en zelfmoord pleegde. Martje zit uren in de regen te huilen, totdat Karin thuiskomt en haar mee naar binnen neemt. Bij de deur van Wouter gaat het traplicht uit en Martje helpt Karin om het lichtknopje te vinden. Nu pas merken ze dat het erg stinkt bij de deur van Wouter. Een aantal maanden geleden is zijn moeder overleden en sindsdien hebben ze hem niet meer gezien. Weer zijn drie bewoners van de verschillende verdiepingen met de kerst voor de deur even met elkaar verbonden.

## Rolverdeling
| Acteur                    | Personage        |
| ------------------------- | ---------------- |
| Peter Tuinman             | Leo de Zeeuw     |
| Loudi Nijhoff             | moeder Kalk      |
| Aart Lamberts             | Wouter Kalk      |
| Gerard Thoolen            | Sjef             |
| Olga Zuiderhoek           | Barbara          |
| Michiel Romeyn            | Harrie de Bruin  |
| Marijke Veugelers         | Karin de Bruin   |
| Geert de Jong             | Rosa Leroy       |
| Mirjam Sternheim          | Martje Wilbrink  |
| Arend Jan Heerma van Voss | Thomas Wilbrink  |
| Don Duyns                 | Martijn Wilbrink |
| Kees Prins                | Presentator      |
| Sylvia Holstijn           | Veronica         |
| Hans van Toorenburg       | barkeeper        |
| Anton Haakman             | professor        |
| Jennifer van Kuyk         | Jennifer         |
| Tania Landburg            | Chantal          |
| Anke van 't Hof           | Geesje           |
| Paul Stolk                | psychiater       |
| Han Reiziger              | buurman          |
| Jannie Baay               | koningin Beatrix |

## Achtergrond
Regisseur Pieter Verhoeff en scenarist Jean van de Velde bewerkten het boek van Marijke Höweler zonder al te veel af te wijken van het origineel. Gedurende een jaar, tussen Kerst en Kerst, worden de levens van verschillende mensen in een Amsterdams huis gevolgd. In dat jaar raken de levens van de bewoners in elkaar verstrengeld. Dat geeft een grappig en tegelijk dramatisch portret van verschillende mensen die op zoek zijn naar het geluk. De trap staat symbool voor de langs elkaar heen levende personages. Afgezien van het einde volgen de scenaristen Marijke Höweler bijna op de voet. Wel wordt de aandacht in de film meer gelegd op de erfelijke psychiatrische ziekte van Martje. Haar moeder pleegde zelfmoord in de psychiatrische inrichting en hiervoor lijkt ook Martje voorbestemd. Aangezien Höweler niet erg specifiek was over de locatie van het huis kon Verhoeff zelf een locatie vinden, dat werd de Amsterdamse Jordaan. Ook werd er gefilmd in Buitenveldert, op de Vrije Universiteit.

## Prijzen
Gouden Kalf voor:
- Pieter Verhoeff (beste regie)
- Marijke Veugelers (beste actrice)
- Michiel Romeyn (beste acteur)